# Mauser 86 SR
Mauser 86 SR — снайперская винтовка, разработанная немецкой компанией Mauser для замены Mauser SP66. Отличиями от предшественника стали: модифицированная ложа из фибергласа или ламинированной фанеры, оснащённая регулируемым затыльником и гребнем приклада, отъёмный магазин на 9 патронов вместо постоянного на 3 и новая затворная группа.
Перезаряжание винтовки производится вручную при помощи продольно-скользящего затвора. Запирание ствола осуществляется поворотом затвора на 2 боевых упора. Ствол оснащён дульным тормозом, на цевье имеется крепление для сошек.